# کمبود مالتیپل سولفاتاز
کمبود مالتیپل سولفاتاز که موکوسولفاتیدوز (Mucosulphatosis) و بیماری آوستین (Austin disease) نیز خوانده می‌شود، نوعی بیماری ذخیره‌ای لیزوزومی است.

## علائم بالینی
- زمان تولد و دوره نوزادی: معمولاً طبیعی. در نوع نادر نوزادی، بیمار با تصویر موکوپلی ساکاریدوز شدید در زمان تولد تظاهر می‌کند که با آسیب شدید مغزی، بزرگی کبد و طحال، گردن کوتاه و مرگ زودرس مشخص می‌شود و در صورت زنده ماندن تا ۳-۲ سالگی دچار ایکتیوز می‌شود.
- دوره شیرخوارگی: نوع شایع بیماری در اواخر شیرخوارگی با دژنره شدن پیشرونده میلین مشابه لکودیستروفی متاکروماتیک، یافته‌های موکوپلی ساکاریدوز خفیف و معمولاً در ۲ تا ۳ سالگی در برخی بیماران با تأخیر تکامل مشخص می‌شود. دژنرسانس عصبی با افزایش رفلکس‌های تاندونی و کلونوس مچ پا، بیرون زدگی شدید چشمها، ضعف اسپاستیک همه اندامها، تشنج، کوری، کری، کوچکی سر، اشکال در بلع و نیاز به تغذیه با لوله بینی-معدی تظاهر می‌کند و مرگ در ۱۰ تا ۱۸ سالگی عارض می‌شود. علائم مشابه موکوپلی ساکاریدوز ممکن است خیلی زود بروز کند و شامل پرمویی، یافته‌های صورت خشن، چشم‌های بیرون زده، دست چنگالی، بزرگی سر، هیپرپلازی لثه با پوسیدگی دندان‌ها، تنفس مشکل، فتق، ترشح از بینی، بزرگی کبد و طحال، سفتی و کنتراکتور مفاصل، عوارض قلبی، آتروفی عصب بینایی، نیستاگموس و دژنره شدن شبکیه، ایکتیوز، قرنیه شفاف و احتمالاً بروز لکه قرمز آلبالویی در ماکولا می‌باشند.
- نوع نوجوانی: در حدود ۵ سالگی با کوری و التهاب شبکیه، فلج آهسته پیشرونده همه اندامها، عدم تعادل، دیزآرتری، بزرگی کبد، گردن کوتاه و قد کوتاه و پوست ایکتیوزی مشخص می‌شود. دیسوستوزیس مالتی پلکس مشابه بیماری مورکیو یا ماروتولامی در این بیماران دیده می‌شود. مرگ بیمار در ۲۶ سالگی رخ می‌دهد.

## نقص آنزیم
نقص تعدادی از سولفاتازها در اثر کمبود فاکتور یک تعدیل‌کننده سولفاتاز یا آنزیم تولیدکننده c آلفا فورمیل گلیسین

## توارث ژنتیکی
اتوزوم مغلوب.

## میزان بروز
نادر.

## روش تشخیص
- بررسی آنزیم: در فیبروبلاستها و گلبول‌های سفید، نقص چندین سولفاتاز از قبیل استروئید سولفاتاز, ایدورونات سولفاتاز، هپاران سولفاتاز و آریل سولفاتاز A و B وجود دارد.
- ادرار: افزایش درماتان سولفات و هپاران سولفات و سولفاتید.
- کروماتوگرافی لایه نازک ادرار: برای موکو پلی ساکاریدها مثبت است.
- مایع مغزی نخاعی: افزایش احتمالی پروتئین.

## درمان
حمایتی است.

## آزمون تشخیص قبل از تولد
بررسی آنزیم در آمنیوسیتهای کشت شده یا نمونه پرز کوریونی.